# Championnat du Mexique de football 1951-1952
Navigation
Saison précédente Saison suivante
La Primera División 1951-1952 est la neuvième édition de la première division mexicaine.
Lors de ce tournoi, le CF Atlas a tenté de conserver son titre de champion du Mexique face aux onze meilleurs clubs mexicains.
Chacun des douze clubs participant au championnat était confronté deux fois aux onze autres.

## Les 12 clubs participants
| \| Mexico: Club América CF Atlante Club Necaxa Club Deportivo Marte Guadalajara: CF Atlas Chivas de Guadalajara Oro de Jalisco Deportivo Veracruz CF Puebla CF Tampico Zacatepec FC León Mexico Guadalajara \| Localisation des clubs engagés dans le championnat. |
| Mexico: Club América CF Atlante Club Necaxa Club Deportivo Marte Guadalajara: CF Atlas Chivas de Guadalajara Oro de Jalisco Deportivo Veracruz CF Puebla CF Tampico Zacatepec FC León Mexico Guadalajara                                                           |

| Club                  | Stade                           | Capacité          | Ville                |
| Club América          | Stade Ciudad de los deportes    | 35 161            | Mexico               |
| CF Atlante            | Stade inconnu                   | Capacité inconnue | Mexico               |
| CF Atlas              | Stade Felipe Martínez Sandoval  | 10 000            | Guadalajara          |
| Chivas de Guadalajara | Stade Felipe Martínez Sandoval  | 10 000            | Guadalajara          |
| Oro de Jalisco        | Stade Felipe Martínez Sandoval  | 10 000            | Guadalajara          |
| FC León               | Stade inconnu                   | Capacité inconnue | León                 |
| Club Deportivo Marte  | Stade inconnu                   | Capacité inconnue | Mexico               |
| Club Necaxa           | Parque Oblatos                  | Capacité inconnue | Mexico               |
| CF Puebla             | Stade inconnu                   | Capacité inconnue | Puebla               |
| CF Tampico            | Stade inconnu                   | Capacité inconnue | Tampico              |
| Deportivo Veracruz    | Parc Deportivo Veracruzano (en) | 12 000            | Veracruz             |
| Zacatepec             | Stade Coruco Díaz               | 16 000            | Zacatepec de Hidalgo |

## Compétition
Les douze équipes s'affrontent à deux reprises selon un calendrier tiré aléatoirement.
Le classement est établi sur l'ancien barème de points (victoire à 2 points, match nul à 1, défaite à 0).
Le départage final se fait selon les critères suivants si le titre ou la relégation sont en jeu :
- Le nombre de points.
- Un match de départage.

Sinon le départage final se fait selon les critères suivants :
- Le nombre de points.
- La différence de buts générale.
- La différence de buts particulière.
- Le nombre de buts marqué à l'extérieur.
- Le tirage au sort.

### Classement
| Rang | Équipe                | Pts | J  | G  | N | P  | Bp | Bc | Diff |
| ---- | --------------------- | --- | -- | -- | - | -- | -- | -- | ---- |
| 1    | FC León               | 31  | 22 | 11 | 9 | 2  | 37 | 20 | +17  |
| 2    | Chivas de Guadalajara | 30  | 22 | 13 | 4 | 5  | 46 | 24 | +22  |
| 3    | CF Atlas (T)          | 26  | 22 | 9  | 8 | 5  | 37 | 28 | +9   |
| 4    | Oro de Jalisco        | 25  | 22 | 8  | 9 | 5  | 50 | 40 | +10  |
| 5    | CF Atlante (C)        | 25  | 22 | 8  | 9 | 5  | 36 | 30 | +6   |
| 6    | CF Tampico            | 23  | 22 | 9  | 5 | 8  | 43 | 37 | +6   |
| 7    | Club Necaxa           | 22  | 22 | 8  | 6 | 8  | 33 | 38 | -5   |
| 8    | CF Puebla             | 19  | 22 | 6  | 7 | 9  | 30 | 47 | -17  |
| 9    | Zacatepec (P)         | 18  | 22 | 7  | 4 | 11 | 40 | 41 | -1   |
| 10   | Club Deportivo Marte  | 18  | 22 | 6  | 6 | 10 | 44 | 49 | -5   |
| 11   | Club América          | 15  | 22 | 4  | 7 | 11 | 32 | 42 | -10  |
| 12   | Deportivo Veracruz    | 12  | 22 | 3  | 6 | 13 | 22 | 54 | -32  |

| Légende : Qualifications et relégations | Légende : Qualifications et relégations                                                              |
| --------------------------------------- | --- |
|                                         | Relégué en Primera División A                                                                        |
|                                         | (T) : Tenant du titre (C) : Vainqueur de la Copa México 1951-1952 (P) : Promu de la saison 1950-1951 |

## Bilan du tournoi
| Tableau d'Honneur    |            |
| Compétition          | Vainqueur  |
| Primera División     | FC León    |
| Copa México          | CF Atlante |
| Campeón de Campeones | CF Atlante |

| Promotions et relégations     |                             |
| Relégué en Primera División A | Deportivo Veracruz          |
| Promu de Primera División A   | Reboceros de La Piedad (en) |